# Carretera de Nebraska 96
La Carretera de Nebraska 96, y abreviada NE 96 (en inglés: Nebraska Highway 96) es una carretera estatal estadounidense ubicada en el estado de Nebraska. La carretera inicia en el Oeste desde la US 183  norte de Taylor hacia el Este en la NE 91  sur de Burwell. La carretera tiene una longitud de 32,3 km (20.05 mi).

## Mantenimiento
Al igual que las autopistas interestatales, y las rutas federales y el resto de carreteras estatales, la Carretera de Nebraska 96 es administrada y mantenida por el Departamento de Carreteras de Nebraska por sus siglas en inglés NDOR.